# ラファエル・デバース
- ラファエル・ディバース

ラファエル・デバース・カルカーニョ（Rafael Devers Calcaño, 1996年10月24日 - ）は、ドミニカ共和国サンチェス・ラミレス州出身のプロ野球選手（三塁手 、指名打者）。右投左打。MLBのサンフランシスコ・ジャイアンツ所属。愛称はラフィ・ビッグ・スティック（Raffy Big Stick）、カルリータ（Carlita） 。
マイアミ・マーリンズ所属のホセ・デバースは従弟である。

## 経歴

### プロ入りとレッドソックス時代
2013年、アマチュア・フリーエージェントランキング6位に選ばれ、8月にインターナショナル・フリーエージェントでボストン・レッドソックスと契約を結ぶ。
2014年、傘下のルーキー級ドミニカン・サマーリーグ・レッドソックスでプロデビュー。ルーキー級ガルフ・コーストリーグ・レッドソックスでもプレーし、2球団合計で70試合に出場して打率.322、7本塁打、57打点、5盗塁を記録した。
2015年はA級グリーンビル・ドライブでプレーし、115試合に出場して打率.288、11本塁打、70打点、3盗塁を記録した。この年はオールスター・フューチャーズゲームにも選出された。
2016年はA+級セイラム・レッドソックスでプレーし、132試合に出場して打率.282、11本塁打、71打点、18盗塁を記録した。
2017年はシーズン開幕前にMLB.comが発表したプロスペクトランキングでは17位（シーズン途中で4位に上昇）、レッドソックスの組織内では2位（シーズン途中でアンドリュー・ベニンテンディがプロスペクト卒業で1位に繰り上げ）にランクインした。シーズンでは開幕をAA級ポートランド・シードッグスで迎えた後、AAA級ポータケット・レッドソックスへ昇格。6月29日にオールスター・フューチャーズゲームの世界選抜に選出された。7月24日にメジャー契約を結んでアクティブ・ロースター入りした。翌7月25日のシアトル・マリナーズ戦でメジャーデビューすると、7月26日の同カードでは相手先発のアンドリュー・ムーアからメジャー初安打にして初本塁打を放った。8月13日のニューヨーク・ヤンキース戦ではアロルディス・チャップマンの102.8mph（165.4km/h）の投球を本塁打にし、これは現在の球速計測方法が行われ始めた2008年以降で本塁打になった最速の球だった。最終的に58試合に出場して打率.284、10本塁打、30打点を記録した。ポストシーズンではリーグチャンピオンシップシリーズ第3戦にレッドソックス史上最年少で、ポストシーズンの本塁打を記録した。第4戦ではランニング本塁打を放ち、それを打ったMLB史上最年少の選手になった。
2018年4月18日のロサンゼルス・エンゼルス戦でタイラー・スカッグスから自身初の満塁本塁打を放つ。また6月30日にはヤンキース戦でソニー・グレイから自身2度目の満塁本塁打を放った。7月12日に左肩の炎症で故障者リストに入る。7月21日に復帰したが、29日に左筋断裂により再び故障者リスト入りした。8月8日に復帰しトロント・ブルージェイズ戦で本塁打を打った。しかし、8月17日にまた左筋断裂により故障者リストに入る。8月29日にリハビリをするためにAAA級ポータケットに降格し、9月4日にメジャーに復帰した。9月26日には5打数4安打、2本塁打、6打点を記録する。レギュラーシーズンでは、正三塁手として121試合に出場し打率.240、21本塁打、66打点を残した。
ポストシーズンでは、リーグチャンピオンシップシリーズ第5戦では6回に勝ち越し3点本塁打を打ち、チームをワールドシリーズへ導いた。ワールドシリーズでは第4戦にサヨナラ安打を記録し、1997年第7戦でのエドガー・レンテリア以来となるワールドシリーズでの9回にサヨナラ安打を打った最年少打者になった。ポストシーズンでの打点と守備の手腕はチームを勝利に導いた。5試合目にも勝利し、自身初のワールドシリーズ優勝を経験した。
2019年は5月にプレイヤー・オブ・ザ・マンスを獲得した。8月13日のクリーブランド・インディアンス戦で4二塁打を含む6安打を記録し、プレイヤー・オブ・ザ・ウィークに選出された。9月21日のタンパベイ・レイズ戦で31号本塁打を放ち、三塁手の球団記録を更新した。同29日のシーズン最終戦でシーズン200安打に到達した。最終的に156試合で打率.311、32本塁打、115打点を記録し、54二塁打はアメリカンリーグトップだった。守備面ではリーグ最多の22失策を記録した。
2020年はCOVID-19の影響で60試合に短縮される。57試合の出場で打率.263、11本塁打、43打点だった。
2021年は前半戦を22本塁打で折り返し、自身初となるファン投票でオールスターゲームに選出された。また、チームメイトで三遊間を組むザンダー・ボガーツもファン投票で選出されており、同じチームの三遊間が揃ってファン投票でオールスターゲームに選出されたのは2011年のヤンキースのデレク・ジーターとアレックス・ロドリゲス以来だった。オールスターゲーム前日の7月12日に「5番・三塁手」で先発出場することが発表された。7月24日のヤンキース戦で通算100本塁打を記録した。最終的に156試合の出場で、打率.279、38本塁打、113打点、OPS.890を記録した。
オフの11月23日に自身初めてオールMLBチームのセカンドチーム三塁手に選出された。
2022年オフの11月17日に全米野球記者協会（BBWAA）の投票による最優秀選手賞（MVP）では7位票1、8位票1、10位票3の計10ポイントで14位にランクインした。
2023年1月3日にレッドソックスと1年総額1750万ドルで契約延長、翌1月4日に前日に結んだ1年総額1750万ドルの契約に上乗せする形で10年総額3億1350万ドルで契約を延長した。
2025年からはブレグマンの加入により、三塁手から指名打者に配置転換された。ただ、デバース自身は当初それを嫌っていた。これは後に撤回されたものの、今度は起用法に不満を示していた。

### ジャイアンツ時代
2025年6月15日にジョーダン・ヒックス、カイル・ハリソン、ホセ・ベロ、ジェームズ・ティブスとの1対4のトレードで、サンフランシスコ・ジャイアンツへ移籍した。21日には早速古巣レッドソックスとの対決が実現。3回裏にはブライアン・ベイオから2点本塁打を放ち、3-2で古巣との対決を制した。移籍当初レギュラー三塁手のマット・チャップマンは戦線離脱中であったが、その間はケイシー・シュミットらが三塁手を務め、オールスター明けにチャップマンが復帰したため三塁手に起用されることはなく、指名打者か一塁手としてレギュラーで出場している。

## 詳細情報

### 年度別打撃成績
| 年 度    | 球 団    | 試 合 | 打 席 | 打 数 | 得 点 | 安 打 | 二 塁 打 | 三 塁 打 | 本 塁 打 | 塁 打 | 打 点 | 盗 塁 | 盗 塁 死 | 犠 打 | 犠 飛 | 四 球 | 敬 遠 | 死 球 | 三 振 | 併 殺 打 | 打 率 | 出 塁 率 | 長 打 率 | O P S |
| -------- | -------- | ----- | ----- | ----- | ----- | ----- | -------- | -------- | -------- | ----- | ----- | ----- | -------- | ----- | ----- | ----- | ----- | ----- | ----- | -------- | ----- | -------- | -------- | ----- |
| 2017     | BOS      | 58    | 240   | 222   | 34    | 63    | 14       | 0        | 10       | 107   | 30    | 3     | 1        | 0     | 0     | 18    | 3     | 0     | 57    | 5        | .284  | .338     | .482     | .819  |
| 2018     | BOS      | 121   | 490   | 450   | 59    | 108   | 24       | 0        | 21       | 195   | 66    | 5     | 2        | 0     | 2     | 38    | 6     | 0     | 121   | 9        | .240  | .298     | .433     | .731  |
| 2019     | BOS      | 156   | 702   | 647   | 129   | 201   | 54       | 4        | 32       | 359   | 115   | 8     | 8        | 1     | 2     | 48    | 7     | 4     | 119   | 8        | .311  | .361     | .555     | .916  |
| 2020     | BOS      | 57    | 248   | 232   | 32    | 61    | 16       | 1        | 11       | 112   | 43    | 0     | 0        | 0     | 0     | 13    | 0     | 3     | 67    | 8        | .263  | .310     | .483     | .793  |
| 2021     | BOS      | 156   | 664   | 591   | 101   | 165   | 37       | 1        | 38       | 318   | 113   | 5     | 5        | 0     | 4     | 62    | 7     | 7     | 143   | 13       | .279  | .352     | .538     | .890  |
| 2022     | BOS      | 141   | 614   | 555   | 84    | 164   | 42       | 1        | 27       | 289   | 88    | 3     | 1        | 0     | 3     | 50    | 11    | 6     | 114   | 14       | .295  | .358     | .521     | .879  |
| 2023     | BOS      | 153   | 656   | 580   | 90    | 157   | 34       | 0        | 33       | 290   | 100   | 5     | 1        | 0     | 3     | 62    | 10    | 11    | 126   | 15       | .271  | .351     | .500     | .851  |
| 2024     | BOS      | 138   | 601   | 525   | 87    | 143   | 34       | 5        | 28       | 271   | 83    | 3     | 0        | 0     | 6     | 67    | 14    | 3     | 147   | 13       | .272  | .354     | .516     | .870  |
| MLB：8年 | MLB：8年 | 980   | 4215  | 3802  | 616   | 1062  | 255      | 12       | 200      | 1941  | 638   | 32    | 18       | 1     | 20    | 358   | 58    | 34    | 894   | 85       | .279  | .345     | .511     | .856  |

- 2024年度シーズン終了時
- 各年度の太字はリーグ最高

### 年度別打撃成績所属リーグ内順位
| 年 度 | 年 齢 | リ ｜ グ   | 打 率 | 安 打 | 二 塁 打 | 三 塁 打 | 本 塁 打 | 打 点 | 盗 塁 |
| ----- | ----- | ---------- | ----- | ----- | -------- | -------- | -------- | ----- | ----- |
| 2017  | 21    | ア・リーグ | -     | -     | -        | -        | -        | -     | -     |
| 2018  | 22    | ア・リーグ | -     | -     | -        | -        | -        | -     | -     |
| 2019  | 23    | ア・リーグ | 6位   | 2位   | 1位      | -        | -        | 4位   | -     |
| 2020  | 24    | ア・リーグ | -     | -     | 7位      | -        | -        | 6位   | -     |
| 2021  | 25    | ア・リーグ | -     | -     | 7位      | -        | 9位      | 4位   | -     |
| 2022  | 26    | ア・リーグ | -     | -     | 4位      | -        | -        | -     | -     |
| 2023  | 27    | ア・リーグ | -     | -     | -        | -        | 5位      | 4位   | -     |
| 2024  | 28    | ア・リーグ | -     | -     | 7位      | 10位     | -        | -     | -     |

- -は10位未満（打率は規定打席未到達の場合も-と表記）

### ポストシーズン打撃成績
| 年 度     | 球 団     | シ リ ｜ ズ | 試 合 | 打 席 | 打 数 | 得 点 | 安 打 | 二 塁 打 | 三 塁 打 | 本 塁 打 | 塁 打 | 打 点 | 盗 塁 | 盗 塁 死 | 犠 打 | 犠 飛 | 四 球 | 敬 遠 | 死 球 | 三 振 | 併 殺 打 | 打 率 | 出 塁 率 | 長 打 率 |
| --------- | --------- | ----------- | ----- | ----- | ----- | ----- | ----- | -------- | -------- | -------- | ----- | ----- | ----- | -------- | ----- | ----- | ----- | ----- | ----- | ----- | -------- | ----- | -------- | -------- |
| 2017      | BOS       | ALDS        | 4     | 14    | 11    | 3     | 4     | 0        | 0        | 2        | 10    | 5     | 0     | 0        | 0     | 1     | 2     | 0     | 0     | 4     | 1        | .364  | .429     | .909     |
| 2018      | BOS       | ALDS        | 2     | 7     | 7     | 2     | 2     | 0        | 0        | 0        | 2     | 1     | 1     | 0        | 0     | 0     | 0     | 0     | 0     | 1     | 0        | .286  | .286     | .286     |
| 2018      | BOS       | ALCS        | 4     | 15    | 13    | 4     | 5     | 0        | 0        | 1        | 8     | 6     | 0     | 0        | 0     | 0     | 3     | 0     | 0     | 5     | 0        | .385  | .467     | .615     |
| 2018      | BOS       | WS          | 5     | 15    | 14    | 1     | 3     | 0        | 0        | 0        | 3     | 2     | 0     | 0        | 0     | 0     | 1     | 0     | 0     | 7     | 0        | .214  | .267     | .214     |
| 2021      | BOS       | ALWC        | 1     | 4     | 2     | 1     | 0     | 0        | 0        | 0        | 0     | 0     | 0     | 0        | 0     | 0     | 2     | 0     | 0     | 1     | 0        | .000  | .500     | .000     |
| 2021      | BOS       | ALDS        | 4     | 20    | 18    | 3     | 6     | 0        | 0        | 2        | 12    | 6     | 0     | 0        | 0     | 0     | 2     | 0     | 0     | 5     | 0        | .333  | .400     | .667     |
| 2021      | BOS       | ALCS        | 6     | 27    | 24    | 7     | 7     | 0        | 0        | 3        | 16    | 6     | 0     | 0        | 0     | 0     | 3     | 0     | 0     | 2     | 0        | .292  | .370     | .667     |
| 出場：3回 | 出場：3回 | 出場：3回   | 26    | 102   | 89    | 21    | 27    | 0        | 0        | 8        | 51    | 26    | 1     | 0        | 0     | 1     | 12    | 0     | 0     | 25    | 1        | .303  | .382     | .573     |

- 2024年度シーズン終了時

### WBCでの打撃成績
| 年 度 | 代 表          | 試 合 | 打 席 | 打 数 | 得 点 | 安 打 | 二 塁 打 | 三 塁 打 | 本 塁 打 | 塁 打 | 打 点 | 盗 塁 | 盗 塁 死 | 犠 飛 | 四 球 | 敬 遠 | 死 球 | 三 振 | 併 殺 打 | 打 率 | 出 塁 率 | 長 打 率 |
| ----- | -------------- | ----- | ----- | ----- | ----- | ----- | -------- | -------- | -------- | ----- | ----- | ----- | -------- | ----- | ----- | ----- | ----- | ----- | -------- | ----- | -------- | -------- |
| 2023  | ドミニカ共和国 | 4     | 21    | 16    | 1     | 2     | 0        | 0        | 0        | 2     | 0     | 0     | 0        | 1     | 0     | 0     | 0     | 0     | 0        | .125  | .222     | .125     |

### 年度別守備成績
| 年 度 | 球 団 | 二塁（2B） | 二塁（2B） | 二塁（2B） | 二塁（2B） | 二塁（2B） | 二塁（2B） | 三塁（3B） | 三塁（3B） | 三塁（3B） | 三塁（3B） | 三塁（3B） | 三塁（3B） | 遊撃（SS） | 遊撃（SS） | 遊撃（SS） | 遊撃（SS） | 遊撃（SS） | 遊撃（SS） |
| 年 度 | 球 団 | 試 合      | 刺 殺      | 補 殺      | 失 策      | 併 殺      | 守 備 率   | 試 合      | 刺 殺      | 補 殺      | 失 策      | 併 殺      | 守 備 率   | 試 合      | 刺 殺      | 補 殺      | 失 策      | 併 殺      | 守 備 率   |
| ----- | ----- | ---------- | ---------- | ---------- | ---------- | ---------- | ---------- | ---------- | ---------- | ---------- | ---------- | ---------- | ---------- | ---------- | ---------- | ---------- | ---------- | ---------- | ---------- |
| 2017  | BOS   | -          | -          | -          | -          | -          | -          | 56         | 28         | 107        | 14         | 12         | .906       | -          | -          | -          | -          | -          | -          |
| 2018  | BOS   | -          | -          | -          | -          | -          | -          | 116        | 57         | 245        | 24         | 14         | .926       | -          | -          | -          | -          | -          | -          |
| 2019  | BOS   | -          | -          | -          | -          | -          | -          | 152        | 117        | 292        | 22         | 20         | .949       | 1          | 0          | 0          | 0          | 0          | ----       |
| 2020  | BOS   | -          | -          | -          | -          | -          | -          | 57         | 30         | 84         | 14         | 12         | .891       | -          | -          | -          | -          | -          | -          |
| 2021  | BOS   | 2          | 0          | 1          | 0          | 0          | 1.000      | 151        | 147        | 269        | 22         | 37         | .950       | -          | -          | -          | -          | -          | -          |
| 2022  | BOS   | -          | -          | -          | -          | -          | -          | 138        | 124        | 255        | 14         | 29         | .964       | -          | -          | -          | -          | -          | -          |
| 2023  | BOS   | -          | -          | -          | -          | -          | -          | 151        | 104        | 247        | 19         | 24         | .949       | 1          | 0          | 0          | 0          | 0          | ----       |
| 2024  | BOS   | -          | -          | -          | -          | -          | -          | 130        | 102        | 185        | 12         | 19         | .960       | -          | -          | -          | -          | -          | -          |
| MLB   | MLB   | 2          | 0          | 1          | 0          | 0          | 1.000      | 951        | 709        | 1684       | 141        | 167        | .944       | 2          | 0          | 0          | 0          | 0          | ----       |

- 2024年度シーズン終了時
- 各年度の太字はリーグ最高

### 表彰
- シルバースラッガー賞（三塁手部門）：2回（2021年、2023年）
- プレイヤー・オブ・ザ・マンス：1回（2019年5月）
- プレイヤー・オブ・ザ・ウィーク：1回（2019年8月12日 - 18日）
- Topps ルーキーオールスターチーム（英語版）：三塁手部門（2017年）
- オールMLBチーム[39]
  - セカンドチーム三塁手：1回（2021年）

### 記録
MiLB
- オールスター・フューチャーズゲーム選出：2回（2015年、2017年）

MLB
- MLBオールスターゲーム選出：1回（2021年）

### 背番号
- 11（2017年 - 2025年途中）
- 16（2025年途中 - ）

### 代表歴
- 2023 ワールド・ベースボール・クラシック・ドミニカ共和国代表